# Анекштейн, Аркадий Израилевич
Аркадий Израилевич Анекштейн (9 января 1877, Минск — не ранее 1913) — русский журналист, переводчик, биограф, автор книг и статей по юриспруденции, марксист.
Родился в семье мелких торговцев. Учился в хедере Минска. Окончил Минскую гимназию в 1894 году и Киевский университет (1894—1903, с перерывом 3 года). В гимназии увлекался народническими идеями, в университете — марксизмом, за что и был исключён на 3 года. Печатался в «Минском курьере», «Минском утре», «Северо-Западном крае», «Новой заре», «Южном слове», «Деле жизни». Заведующий редакцией «Минского утра» (1909), член редакции «Северо-Западного края» (1903-05).

## Избранные книги
- Митинги в Англии (1905)[2]
- Гражданский процесс (Теория и практика), к.1 Суд и стороны до процесса (1907)
- Шарль Фурье. Его личность, учение и социальная система (1925, подписано Арк. А-н)
- Анри де Сен-Симон. Его жизнь и учение (1926)
- Роберт Оуэн: его жизнь, учение и деятельность (1937, подписано Арк. А-н)
- История рабочего движения в Англии, Франции и Германии от начала XIX века до нашего времени (1930)[3]

### Переводы
- Виктор Гюго. «Лукреция Борджиа» (пьеса)